# Calathea standleyi
Calathea standleyi är en strimbladsväxtart som beskrevs av James Francis Macbride. Calathea standleyi ingår i släktet Calathea och familjen strimbladsväxter. Inga underarter finns listade.